# Irina Sumnikova
Irina Vladimirovna Sviridenko-Soumnikova (en russe : Ирина Владимировна Свириденко-Сумникова), née le 15 octobre 1964 à Minsk, en RSS de Biélorussie, est une ancienne joueuse soviétique et russe de basket-ball. Elle évolue durant sa carrière au poste d'arrière.

## Palmarès
- 3e aux Jeux olympiques 1988
- Championne olympique 1992
- Finaliste du championnat du monde 1986
- Championne d'Europe 1989
- Championne d'Europe 1991
- Troisième du Championnat d'Europe 1995
- Troisième du Championnat d'Europe 1999